# Chantepérier
Chantepérier – gmina we Francji, w regionie Owernia-Rodan-Alpy, w departamencie Isère. W 2013 roku liczba ludności wynosiła 226 mieszkańców. 
Gmina została utworzona 1 stycznia 2019 roku z połączenia dwóch ówczesnych gmin: Chantelouve oraz Le Périer. Siedzibą gminy została miejscowość Chantelouve. 